# Доссена
Доссена (італ. Dossena) — муніципалітет в Італії, у регіоні Ломбардія,  провінція Бергамо.
Доссена розташована на відстані близько 500 км на північний захід від Рима, 65 км на північний схід від Мілана, 22 км на північ від Бергамо.
Населення — 954 особи (2014).
Щорічний фестиваль відбувається 29 серпня. Покровитель — San Giovanni Decollato.

## Демографія
Населення за роками:

Станом на 1 січня 2023 року в муніципалітеті офіційно проживало 12 іноземців з 9 країн, серед них 4 громадяни країн Євросоюзу та 3 громадяни України.

## Сусідні муніципалітети
- Ленна
- Ронкобелло
- Сан-Джованні-Б'янко
- Сан-Пеллегрино-Терме
- Серина